# Rosureux
Rosureux ist eine französische Gemeinde mit 80 Einwohnern (Stand: 1. Januar 2022) im Département Doubs in der Region Bourgogne-Franche-Comté.

## Geographie
Rosureux liegt auf 440 m, neun Kilometer westsüdwestlich von Maîche und etwa 34 Kilometer südsüdwestlich der Stadt Montbéliard (Luftlinie). Das Dorf erstreckt sich im Jura, im tief eingeschnittenen Tal des Dessoubre, zwischen den Höhen von Charmoille im Norden und der Hochfläche von Maîche im Süden. Das Gemeindegebiet gehört zum Regionalen Naturpark Doubs-Horloger.
Die Fläche des 6,14 km² großen Gemeindegebiets umfasst einen Abschnitt des französischen Juras. Der Hauptteil des Gebietes wird vom Dessoubre-Tal eingenommen. Der Dessoubre fließt hier von Westen nach Osten durch eine maximal 300 Meter breite, flache Talniederung. Flankiert wird das Tal auf beiden Seiten von steilen, überwiegend bewaldeten Hängen, die verschiedenenorts von Felsbändern durchzogen sind. Nach Süden erstreckt sich das Gemeindeareal den Hang hinauf über die Vorterrasse von La Rochotte bis auf die Höhen von Bonnétage am Rand des Hochplateaus von Maîche. Hier wird mit 972 m die höchste Erhebung von Rosureux erreicht.
Nachbargemeinden von Rosureux sind Charmoille und Vaucluse im Norden, Battenans-Varin und Saint-Julien-lès-Russey im Osten, Bonnétage und Plaimbois-du-Miroir im Süden sowie Bretonvillers und Longevelle-lès-Russey im Westen.
Zum 1. Januar 2009 erfolgte eine Änderung der Arrondissementszugehörigkeit der Gemeinde. Bislang zum Arrondissement Montbéliard gehörend, kamen alle Gemeinden des Kantons zum Arrondissement Pontarlier.

## Sehenswürdigkeiten

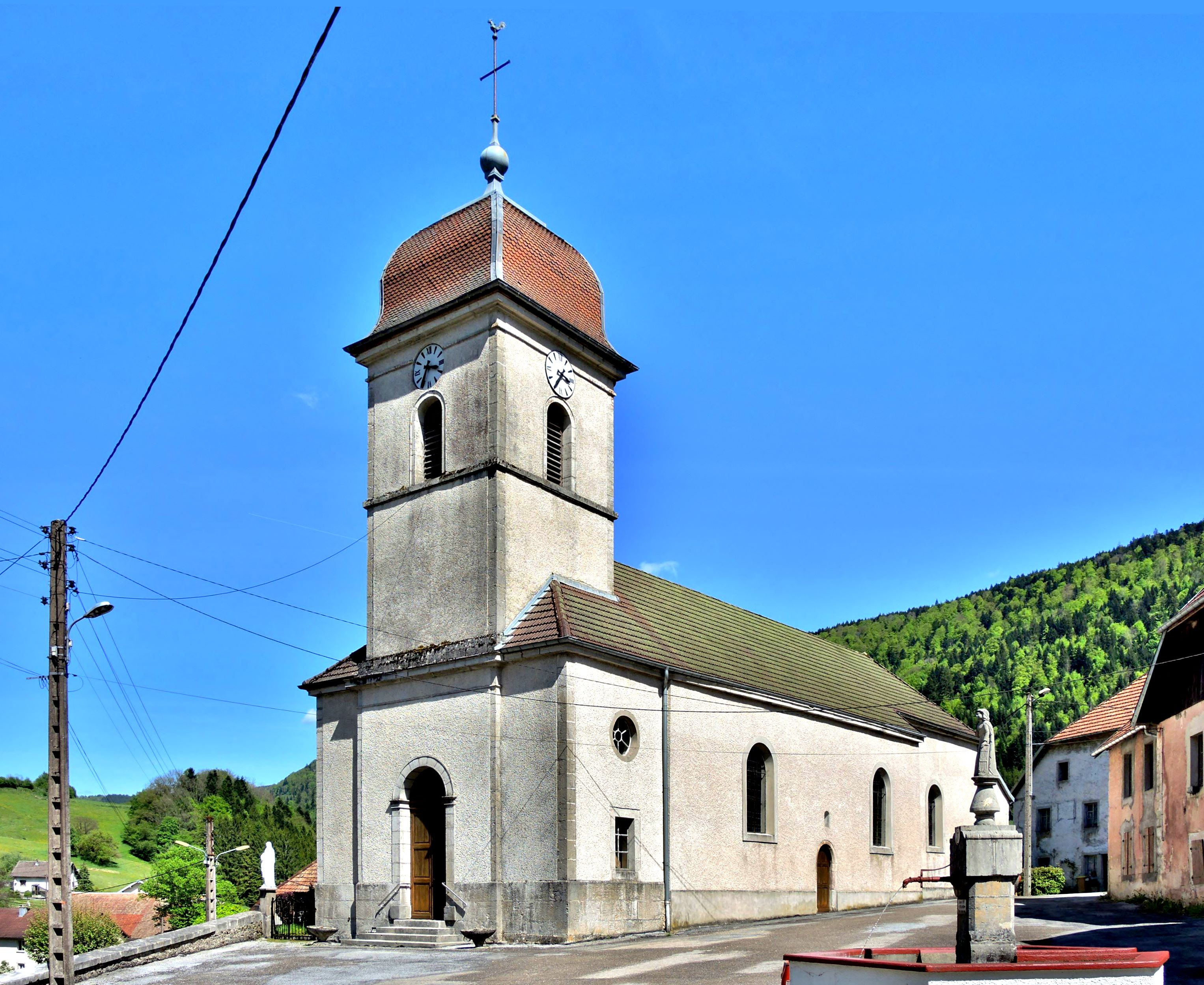
Kirche Sainte-Foy

Die Kirche Sainte-Foy wurde von 1779 bis 1781 erbaut. Sie wurde 1834 und 1952 von Bränden verwüstet, im Anschluss jedoch wieder aufgebaut. Beim Gehöft La Rochotte befindet sich die Kapelle Notre-Dame des Ermites.

## Bevölkerung
| Jahr                       | 1962 | 1968 | 1975 | 1982 | 1990 | 1999 | 2005 | 2016 |
| Einwohner                  | 125  | 117  | 81   | 82   | 102  | 81   | 94   | 78   |
| Quellen: Cassini und INSEE |      |      |      |      |      |      |      |      |

Mit 80 Einwohnern (Stand 1. Januar 2022) gehört Rosureux zu den kleinsten Gemeinden des Départements Doubs. Nachdem die Einwohnerzahl in der ersten Hälfte des 20. Jahrhunderts markant abgenommen hatte (1881 wurden noch 250 Personen gezählt), wurden seit Mitte der 1970er Jahre nur noch geringe Schwankungen verzeichnet.

## Wirtschaft und Infrastruktur
Rosureux war bis weit ins 20. Jahrhundert hinein ein vorwiegend durch die Landwirtschaft (Viehzucht und Milchwirtschaft, etwas Acker- und Obstbau) geprägtes Dorf. Früher wurde die Wasserkraft des Dessoubre für den Betrieb einer Ölmühle, einer Sägerei und einer Nagelschmiede genutzt. Heute gibt es einige Betriebe des lokalen Kleingewerbes. Viele Erwerbstätige sind auch Wegpendler, die in den größeren Ortschaften der Umgebung ihrer Arbeit nachgehen.
Die Ortschaft liegt abseits der größeren Durchgangsstraßen an einer Departementsstraße, die von Saint-Hippolyte nach Pierrefontaine-les-Varans führt. Eine weitere Straßenverbindung besteht mit Vaucluse.